# Милан Николић (фудбалер, 1983)
Милан Николић (Крушевац, 30. марта 1983) бивши је српски фудбалер, који је играо у везном реду. Наступао је за младу репрезентацију Србије и Црне Горе.
Крајем септембра 2021. постављен је на место тренера Мешева.

## Трофеји и награде

### Екипно
Напредак Крушевац
- Друга лига СР Југославије: 2002/03.[11]

Трајал
- Прва Расинска окружна лига: 2015/16.
- Зона Запад: 2016/17.
- Српска лига Исток: 2017/18.[5]